# 黄冈丁未革命纪念亭
黄冈丁未革命纪念亭，位于中国广东省潮州市饶平县黄冈镇中山公园内，为纪念同盟会成立以后在清光绪三十三年（1907年）的第一次武装起义---陈涌波、余既成领导的潮州黄冈起义中英勇牺牲的343位烈士而建。

## 历史
民国十三年（1924年），时任大本营咨议的张永福向孙中山呈文请求"明令褒扬"。后孙中山指示民国政府内务部"派员调查先烈遗骸，建筑坟墓，以重纪念"。民国十八年（1929年），纪念黄冈丁未革命烈士筹备处成立，并编写了《纪念黄冈革命报告书》。民国二十三年（1934年）10月始建黄冈丁未革命纪念亭，同时还将黄冈镇南面的一条街道改名为"丁未路"。

## 结构
钢筋混凝土结构，面宽有三间12米，进深有两间12米，高1.1米。前为半圆形台面，后为室，中间壁面嵌有7块碑文，刻有343名烈士英名，并附记起义史略。